# José Oliveros
José Oliveros – wenezuelski zapaśnik walczący w stylu klasycznym. Wicemistrz mistrzostw panamerykańskich w 2015 roku. Zawodnik Universidad de Carabobo.